# Bumerang (1960)
Bumerang ist ein deutscher Kriminalfilm aus dem Jahr 1959 von Alfred Weidenmann mit Martin Held und Hardy Krüger in den Hauptrollen. Das Drehbuch schrieb Herbert Reinecker nach dem gleichnamigen Roman (1959) von Igor Šentjurc.

## Handlung
Berlin-West, Ende der 1950er Jahre. Drei junge Männer, die Berliner Robert und Willy und der Hamburger Georg, lernen sich in der zu diesem Zeitpunkt noch ungeteilten Stadt kennen. Robert und Willy sind arbeitslos, Georg hingegen hat daheim eine Familie und bessert sein karges Leben durch die ein oder andere Straftat auf. Alle drei träumen vom kolossalen Bruch, der ihnen das große Geld, die große Freiheit, die große Unabhängigkeit bescheren soll. Und so schlägt Robert eines Tages vor, einen Geldschrank zu knacken. Als eine frühere Freundin Roberts, Else, auftaucht, droht der Plan Makulatur zu werden. Die junge Frau ist keine Kostverächterin und lebt jetzt mit Willy zusammen, ist aber auch weiterhin durchaus noch an Robert interessiert. Der aber macht ihr klar, dass sie für ihn Vergangenheit ist. Willy mag Roberts Beteuerungen nicht so recht Glauben schenken und wird rasend vor Eifersucht. Er ist sogar bereit, den Traum vom großen Bruch und dem anschließenden Reichtum zu verraten und gibt der Polizei anonym einen Tipp.
Robert und Georg ahnen nichts von Willys Verrat und ziehen den Bruch durch. Als sie vor dem Geldschrank stehen, sind sie auf einmal von Polizisten umringt. Der den Einsatz leitende Kommissar Stern erkennt unverhofft in Robert denjenigen Mann, der ihm im Zweiten Weltkrieg einst das Leben gerettet hatte. Schon seit langem war er auf der Suche nach ihm, um seinem Retter seinen Dank auszusprechen. Umso erschütterter ist Stern ob der widrigen Umstände dieses Wiedersehens. Roberts Gedanken sind in diesem Moment jedoch einzig bei seiner Flucht. Es kommt zu einem wilden Schusswechsel. Beim Fluchtversuch wird Robert angeschossen und fällt zu Boden. Jetzt erkennt auch er, wer der Mann ist, der ihn nun verhaften muss. Stern reicht ihm die Hand und bittet seinen Lebensretter von einst, aufzugeben. Doch der ergreift Sterns Pistole und rennt davon, um im Kugelhagel der ihn bereits erwartenden Polizei zu enden.

## Produktionsnotizen
Bumerang wurde im Oktober/November 1959 in Berlin gedreht. Der Film passierte am 5. Januar 1960 die FSK-Prüfung und wurde am 14. Januar 1960 in der Essener Lichtburg uraufgeführt. In Wien konnte man den Streifen erstmals am 29. Januar desselben Jahres sehen. Am 28. April 1969 wurde Bumerang mit der Ausstrahlung im ZDF zum ersten Mal im Fernsehen gezeigt.
Heinrich Schier hatte die Produktionsleitung. Die Bauten stammen von Wolf Englert und Ernst Richter, die Kostüme entwarf Ursula Stutz.
Bumerang war bereits die vierte Kino-Kooperation Martin Helds und Hardy Krügers in nur vier Jahren. Zuvor hatten sie 1955 in Alibi und 1957 kurz hintereinander in Banktresor 713 und Der Fuchs von Paris zusammengearbeitet.

## Kritik
„Der Vergangenheitsbewältiger unter den deutschen Drehbuchautoren, Herbert Reinecker (‘Canaris’, ‘Der Stern von Afrika’), hat sich diesen Lebensretter-Bumerang ausgedacht: Ein Kriminalkommissar verfolgt ausgerechnet einen Verbrecher, der ihm im Kriege das Leben gerettet hat. Regisseur Alfred Weidenmann, der zuvor mit matter Hand Thomas Manns ‘Buddenbrooks’ inszeniert hatte, entschmuste die zu weltanschaulicher Meditation verlockende Story zu einer optisch beweglichen Kriminal-Unterhaltung. Wie immer in Weidenmann-Filmen ist die Besetzungsliste vorwiegend mit männlichen Darstellern bestückt: Hardy Krüger, Martin Held, Mario Adorf, Horst Frank.“

„Überdurchschnittlich in Form und Spannung, ohne ausländische Vorbilder verleugnen zu können.“

Paimann’s Filmlisten resümierte: „Eine von Anfang an zu erratende Geschichte, deren regieliche Kontinuität, Milieudetails und eindringliche Schauspielerleistungen aber zum Mitgehen zwingen. Dynamische Dialoge, Untermalungsmusik und sorgfältige Photographie.“
Das große Personenlexikon des Films nannte Weidenmanns Film „einen straffen Geldräuber-Krimi“.